# Тома Лемар
Тома Беноа Лемар (фр. Thomas Benoît Lemar; Бај Мао, 12. новембар 1995) је француски фудбалер који тренутно наступа за Атлетико Мадрид и репрезентацију Француске. Познат је по својој свестраности, способности да игра на крилима и на централном делу.
Професионалну каријеру започео је 2013. године у Кану, за који је одиграо 32 утакмица пре него што је прешао у Монако, 2015. године.
Играо је за фудбалску репрезентацију Француске на свим ниовима од 17. до 21. године, а за сениорску селекцију Француске заиграо је први пут 2016. године на мечу против селекције Обале Слоноваче.

## Клупска каријера

### Кан
Прву утакмицу за Кан одиграо је у сезони 2013/14, 2. августа 2013. године, на мечу против Дижона, који је поражен резултатом 3–1.

### Монако
Лемар је приступио Монаку 1. јула 2015. године. Први гол за клуб постигао је 22. августа 2015. године, на утакмици против Тулузе.
Први гол за Монако у сезони 2016/17 постигао је 14. септембра 2016. године, на утакмици против енглеског клуба Тотенхем хотспера, а сезону је завршио са 14 постигнутих голова укупно у свим такмичењима. Са клубом из кнежевине освојио је једну титулу првака Француске (2016/17). и тиме на кратко прекинуо доминацију Пари Сен Жермена.

### Атлетико Мадрид
Након што је успешно прошао медицинске прегледе Лемар је 30. јула 2018. године званично постао нови члан Атлетико Мадрида.

## Репрезентативна каријера
Позван је да игра у репрезентацију Француске на утакмици против Шведске и Обале Слоноваче у новембру 2016. године. Прву утакмицу одиграо је 15. новембра 2016. године, а први гол постигао је на квалификацијама за Светско првенство у фудбалу 2018. године, против репрезентације Холандије.
У мају 2018. године позван је у тим селекције Француске на Светско првенство у фудбалу 2018. године, које је одржано у Русији.

## Статистика каријере

### Клупска
До 29. јануара 2025.
| Клуб              | Сезона            | Лига                   | Лига | Лига | Национални куп | Национални куп | Лигашки куп | Лигашки куп | Европа | Европа | Остало | Остало | Укупно | Укупно |
| Клуб              | Сезона            | Лига                   | Ута  | Гол  | Ута            | Гол            | Ута         | Гол         | Ута    | Гол    | Ута    | Гол    | Ута    | Гол    |
| ----------------- | ----------------- | ---------------------- | ---- | ---- | -------------- | -------------- | ----------- | ----------- | ------ | ------ | ------ | ------ | ------ | ------ |
| Кан II            | 2011/12.          | Четврта лига Француске | 11   | 0    | —              | —              | —           | —           | —      | —      | —      | —      | 11     | 0      |
| Кан II            | 2012/13.          | Четврта лига Француске | 22   | 0    | —              | —              | —           | —           | —      | —      | —      | —      | 22     | 0      |
| Кан II            | 2013/14.          | Пета лига Француске    | 15   | 3    | —              | —              | —           | —           | —      | —      | —      | —      | 15     | 3      |
| Кан II            | 2014/15.          | Пета лига Француске    | 7    | 1    | —              | —              | —           | —           | —      | —      | —      | —      | 7      | 1      |
| Кан II            | Укупно            | Укупно                 | 55   | 4    | —              | —              | —           | —           | —      | —      | —      | —      | 55     | 4      |
| Кан               | 2013/14.          | Друга лига Француске   | 7    | 0    | 1              | 0              | 2           | 0           | —      | —      | —      | —      | 10     | 0      |
| Кан               | 2014/15.          | Прва лига Француске    | 25   | 1    | 0              | 0              | 1           | 0           | —      | —      | —      | —      | 26     | 1      |
| Кан               | Укупно            | Укупно                 | 32   | 1    | 1              | 0              | 3           | 0           | —      | —      | —      | —      | 36     | 1      |
| Монако            | 2015/16.          | Прва лига Француске    | 26   | 5    | 2              | 0              | 1           | 0           | 5      | 0      | —      | —      | 34     | 5      |
| Монако            | 2016/17.          | Прва лига Француске    | 34   | 9    | 2              | 2              | 3           | 1           | 16     | 2      | —      | —      | 55     | 14     |
| Монако            | 2017/18.          | Прва лига Француске    | 30   | 2    | 1              | 0              | 3           | 1           | 3      | 0      | 1      | 38     | 0      | 3      |
| Монако            | Укупно            | Укупно                 | 90   | 16   | 5              | 2              | 7           | 2           | 24     | 2      | 1      | 0      | 127    | 22     |
| Атлетико Мадрид   | 2018/19.          | Ла лига                | 31   | 2    | 4              | 1              | —           | —           | 7      | 0      | 1      | 0      | 43     | 3      |
| Атлетико Мадрид   | 2019/20.          | Ла лига                | 22   | 0    | 0              | 0              | —           | —           | 7      | 0      | 0      | 0      | 29     | 0      |
| Атлетико Мадрид   | 2020/21.          | Ла лига                | 27   | 1    | 1              | 1              | —           | —           | 8      | 0      | —      | —      | 36     | 2      |
| Атлетико Мадрид   | 2021/22.          | Ла лига                | 24   | 4    | 2              | 0              | —           | —           | 8      | 0      | 1      | 0      | 35     | 4      |
| Атлетико Мадрид   | 2022/23.          | Ла лига                | 24   | 1    | 3              | 0              | —           | —           | 2      | 0      | —      | —      | 29     | 1      |
| Атлетико Мадрид   | 2023/24.          | Ла лига                | 3    | 0    | 0              | 0              | —           | —           | 0      | 0      | 0      | 0      | 3      | 0      |
| Атлетико Мадрид   | 2024/25.          | Ла лига                | 1    | 0    | 2              | 0              | —           | —           | 1      | 0      | 0      | 0      | 4      | 0      |
| Атлетико Мадрид   | Укупно            | Укупно                 | 135  | 8    | 12             | 2              | —           | —           | 33     | 0      | 2      | 0      | 182    | 10     |
| Укупно у каријери | Укупно у каријери | Укупно у каријери      | 312  | 29   | 18             | 4              | 10          | 2           | 57     | 2      | 3      | 0      | 400    | 37     |

### Репрезентативна
Ажурирано 1. септебра 2021.
| Национални тим | Год    | Ута | Гол |
| -------------- | ------ | --- | --- |
| Француска      | 2016   | 1   | 0   |
| Француска      | 2017   | 7   | 2   |
| Француска      | 2018   | 6   | 1   |
| Француска      | 2019   | 8   | 1   |
| Француска      | 2021   | 5   | 0   |
| Укупно         | Укупно | 27  | 4   |

### Голови за репрезентацију
Ажурирано 1. септембра 2021.
| Бр. | Датум            | Локација                           | Противник | Гол   | Резултат | Такмичење                                | Извор  |
| --- | ---------------- | ---------------------------------- | --------- | ----- | -------- | ---------------------------------------- | ------ |
| 1   | 31. август 2017. | Стад де Франс, Сен Дени, Француска | Холандија | 2 : 0 | 4 : 0    | Квалификације за Светско првенство 2018. | [ 14 ] |
| 2   | 31. август 2017. | Стад де Франс, Сен Дени, Француска | Холандија | 3 : 0 | 4 : 0    | Квалификације за Светско првенство 2018. | [ 14 ] |
| 3   | 23. март 2018.   | Стад де Франс, Сен Дени, Француска | Колумбија | 2 : 0 | 2 : 3    | Пријатељска утакмица                     | [ 15 ] |
| 4   | 2. јун 2019.     | Стад де Бужоар, Нант, Француска    | Боливија  | 1 : 0 | 2 : 0    | Пријатељска утакмица                     |        |

## Трофеји

### Монако
- Првенство Француске (1) : 2016/17.

### Атлетико Мадрид
- Првенство Шпаније (1) : 2020/21.
- УЕФА суперкуп (1) : 2018.

### Репрезентација Француске
- Светско првенство (1) : 2018.